# Les Croisés (téléfilm)
Les Croisés (titres originaux : Die Kreuzritter ; Crociati) est un téléfilm en deux parties de Dominique Othenin-Girard, réalisé et diffusé en 2001.
Il s'agit d'une production germano-italo-yougoslave. Une partie du tournage se déroula au Maroc, à Ouarzazate et à Essaouira, et en République fédérale de Yougoslavie.

## Synopsis
Dans le sud de l'Italie, à la fin du XIe siècle. Trois hommes d'Aurocastro dans le duché de Tarente, Pierre (Alessandro Gassman), enfant bâtard d'une chrétienne et d'un pirate sarrasin, André, un berger, et Richard, fils d'un baron normand, prennent part à la croisade pour libérer Jérusalem des Sarrasins. En Terre sainte, ils sont confrontés à la réalité de la guerre : la brutalité des croisés et la sagesse des « Infidèles » les font douter de leur mission, et ils se séparent. Lorsque leurs chemins se croisent de nouveau, leur amitié est mise à rude épreuve : ils combattent à la fois pour des camps opposés et pour l'amour d'une même femme...

## Fiche technique
- Titres originaux : Die Kreuzritter ; Crociati
- Pays d'origine :  Allemagne  Italie  Yougoslavie
- Année : 2001
- Réalisation : Dominique Othenin-Girard
- Scénario : Andrea Porporati (it)
- Conseiller historique : Pr Franco Cardini
- Production : Alessandro Jacchia (en)
- Directeur de la photographie : Federico Masiero
- Montage : Alessandro Lucidi (it), Claudio Cutry
- Musique : Harald Kloser, Thomas Wanker
- Costumes : Francesca Sartori
- Effets spéciaux : Germano Natali (it)
- Société de production : Lux Vide (it) (Italie)
- Sociétés de distribution : RAI Radiotelevisione Italiana (TV, Italie) ;  Elephant Films (France) ; Key Video Productions (DVD, USA)
- Langue originale : anglais
- Genre : feuilleton historique
- Durée : ~190 minutes
- Date de sortie :
  -  Allemagne : 2001 (TV)
  -  Italie : 14 octobre 2001 (TV)
  -  France : 3 juillet 2001 (VHS)
  -  France : 3 avril 2002 (DVD)
- Autres titres connus :
  -  Royaume-Uni : (The) Crusaders
  -  Espagne : Las cruzadas
  -  Serbie : Krstaši
  -  Hongrie : Kereszteslovagok
  -  Bulgarie : Кръстоносци
  -  Pologne : Krzyzowcy
  -  Russie : Крестоносцы

## Distribution
- Alessandro Gassman : Pierre
- Johannes Brandrup : Sire Richard
- Thure Riefenstein : André
- Barbora Bobulova : Rachel
- Karin Proia (en) : Maria
- Antonino Iuorio (it) : Massoud
- Uwe Ochsenknecht : Sire Corrado
- Thomas Heinze (en) : Prince Roland
- Flavio Insinna : Pierre Barthélemy
- Dieter Kirchlechner (de) : Sire Guillaume
- Rodolfo Corsato (it) : Bastien
- Renzo Stacchi (it) : Iftikar
- Slobodan Ninković (en) : Olaf Gunnarson
- Franco Nero : Ibn Azoul
- Armin Mueller-Stahl : Alessio
- Miloš Timotijević : Jean
- Slobodan Ćustić : Robert de Flandres
- Jasmina Vecanski : Femme arménienne